# Claus Ryskjær
Claus Ryskjær, (født 26. juni 1945, død 12. december 2016), var en dansk skuespiller.
Han var uddannet på Privatteatrenes Elevskole (1964-1966).
Han var gennem mange år med i Tivolirevyen og Cirkusrevyen og optrådte ligeledes i en række teaterroller, primært i lystspil-genren.
Han lagde også stemme til figurer i mange tegnefilm.
I 2008 meddelte flere medier, at Ryskjær havde mistet lysten til at gå på scenen på grund af sceneskræk og som følge deraf ønskede at træde tilbage som skuespiller og lade sig pensionere.
Claus Ryskjær døde den 12. december 2016, 71 år gammel. Han blev bisat i stilhed i Birkerød den 19. december, hvorefter familien offentliggjorde hans død.

## Filmografi
| År   | Titel                            | Rolle                                  | Noter |
| ---- | -------------------------------- | -------------------------------------- | ----- |
| 1968 | I den grønne skov                |                                        |       |
| 1968 | Stormvarsel                      |                                        |       |
| 1969 | Sjov i gaden                     |                                        |       |
| 1969 | Pigen fra Egborg                 |                                        |       |
| 1970 | Sangen om den røde rubin         |                                        |       |
| 1970 | Oktoberdage                      |                                        |       |
| 1972 | Olsen-bandens store kup          | ekspedient i en tøjbutik               |       |
| 1972 | Nu går den på Dagmar             |                                        |       |
| 1975 | Familien Gyldenkål               |                                        |       |
| 1977 | Olsen-banden deruda'             | Georg, Yvonnes nevø                    |       |
| 1980 | Danmark er lukket                |                                        |       |
| 1981 | Jeppe på bjerget                 |                                        |       |
| 1981 | Olsen-banden over alle bjerge    | chef for Københavnske BodyGuards (KBG) |       |
| 1985 | Walter og Carlo - op på fars hat |                                        |       |
| 1987 | Kampen om den røde ko            |                                        |       |
| 1989 | Den røde tråd                    |                                        |       |
| 1991 | Høfeber                          |                                        |       |
| 1998 | Bølle Bob                        | Kold Kristensen                        |       |
| 1998 | Olsen-bandens sidste stik        | vagtmand                               |       |
| 2001 | Grev Axel                        |                                        |       |
| 2001 | Olsen-banden Junior              | forstander                             |       |
| 2004 | Tid til forandring               |                                        |       |
| 2006 | Krummerne - Så er det jul igen   | viceværten Svendsen                    |       |

### TV-serier
- Huset på Christianshavn (1973-77)
- Antonsen (1984)
- Edderkoppen (2000)

### Julekalendere
- Jullerup Færgeby (1974)

- Gufol mysteriet (1997)

### Tegnefilm
- Robin Hood (1973)
- Mads og Mikkel (1981)
- Pelle Haleløs (1981)
- Valhalla (1986)
- Strit og Stumme (1987)
- Oliver & Co. (1988)
- Fuglekrigen i Kanøfleskoven (1990)
- Aberne og det hemmelige våben (1995)
- Cirkeline - Storbyens Mus (1998)
- Cirkeline - Ost og Kærlighed (2000)
- Drengen der ville gøre det umulige (2002)
- Cykelmyggen og Dansemyggen (2007)